# Róisín Murphy
Roisin Murphy [roːˈʃʲiːnʲ ˈmɜːfi] (Arklow, Irska, 5. srpnja 1973.) irska je kantautorica i glazbena producentica. Poznata je postala 1990-ih kao članica britansko-irskog trip hop dua Moloko. Poslije razlaza s partnerom Markom Brydonom i raspada Moloko Murphy je započela solo karijeru objavom hvaljenog albuma Ruby Blue. Drugi samostalni album, Overpowered, objavila je 2007. godine.
Nakon osmogodišnje stanke, koja je uključivala nekoliko singlova, pojavljivanja u izvedbama s drugim pjevačima i sporedne projekte, njezin je treći album Hairless Toys objavljen 2015. godine i naknadno nominiran za glazbenu nagradu Mercury i irsku glazbenu nagradu Choice. Svoj četvrti album Take Her Up to Monto objavila je 2016. godine. 
U lipnju 2019. Murphy je izdala singl Incapable, inspiriran disko-glazbom. Objavljena su još tri singla dok u listopadu 2020. nije najavila svoj peti samostalni album, Róisín Machine s novim pjesmama i singlovima objavljenim od 2012. godine.

## Životopis
Murphy je odrastala u mjestu Arklowu u okrugu Wicklowu u Irskoj. Kad je imala 12 godina obitelj joj se preselila u Manchester u Engleskoj.
Tri godine nakon toga roditelji su joj se razveli i vratili se u Irsku, a Murphy je ostala sama u Velikoj Britaniji smatrajući da njezina majka nema snage brinuti se o njoj. U to vrijeme pridružila se post-punk bendu, ali on se raspao nakon nekoliko nastupa. Sa sedamnaest godina upisuje tzv. sixt form college, a razmišlja i o odlasku u umjetničku školu. U dobi od 19 godina seli u Sheffield, gdje počinje odlaziti u noćne klubove i inspirirati se dizajnom Vivienne Westwood koji je vidjela u noćnom klubu Trash.

### Moloko
Godine 1994. Murphy na zabavi upoznaje Marka Brydona; upada mu s riječima »Sviđa li ti se moj uski džemper? Gle kako pristaje mom tijelu.« Brydon dovodi Murphy u svoj Fon Studios, isprobava njen glas na snimci i oduševljava se njenom teatralnom izvedbom. Počinju se viđati. Novoformirani Moloko potpisuje za Echo Records i 1995. izdaje svoj prvi album Do You Like My Tight Sweater? opisan kao spoj elemenata trip-hopa i funka s elektronskom dance glazbom. Nastavak I Am Not a Doctor pokrivao je sličan glazbeni teren, a remiks Borisa Dlugoscha za pjesmu Sing It Back doživio je toliki međunarodni uspjeh da je dosad predstavljen na više od 110 kompilacijskih albuma.
U listopadu 2000. izašao je Molokov treći album Things to Make and Do, za koji su upotrijebili više stvarnih instrumenata i aranžmane klavijaturista Eddieja Stevensa. Album je dospio na treće mjesto ljestvice UK Albums Chart, a The Time Is Now postao je njihov najuspješniji britanski singl, dosegnuvši drugo mjesto. Murphy i Brydon raskinuli su vezu, ali su bili ugovorno obvezani isporučiti daljnje albume. Nakon izdanja albuma Statues 2003. godine Brydon odustaje od promocije albuma pa većinu promocije Murphy obavlja sama. Iako nije izdana nikakva službena izjava o budućnost Moloka, Murphy je u intervjuu za magazin Q u svibnju 2005. izjavila: »Rastali smo se u dobrom odnosu nakon vrlo uspješne turneje. Rukovali smo se, rekli vidimo se poslije i od tada nismo razgovarali. Ne znam što Mark misli o ovoj ploči i što radi. Ne znam hoćemo li opet raditi zajedno. Ja osobno to ne želim.«

### Samostalna karijera
Murphy se počela baviti solo radom još u Moloku, što je uključivalo njezin doprinos djelima drugih umjetnika. Svoj prvi službeni solo materijal snimila je 2004. s producentom Matthewom Herbertom, koji je prethodno radio remikse za Moloko. Nakon što je par snimio nekoliko pjesama, Murphy je otkrila da uživa u radu s Herbertom, a njezina izdavačka kuća Echo Records pustila ju je da radi slobodno bez ikakvog roka. Kada im je predstavila album, smatrali su ga čudnim i preložili joj da unese neke promjene kako bi bio prihvatljiviji za radio. Murphy je to odbila, navodeći da ona želi da bude što čišći. Poslije ju je izdavačka kuća podržala.

Murphy je svoj prvi solo album Ruby Blue objavila u lipnju 2005. godine. Za album su uzorkovani zvukovi koje stvaraju svakodnevni predmeti i radnje, uključujući kozmetiku, limene miševe, ples i ukrase. Miješa elektronsku glazbu po kojoj je bio poznat Moloko s jazz i pop stilovima. Iako je album bio komercijalni neuspjeh, imao je uglavnom pozitivne kritike; Pitchfork Media nazvao ga je »savršenim — vrhunskom kombinacijom ljudske topline i tehnološkog znanja«. 
U svibnju 2006. Murphy je potpisala ugovor s EMI. Njezin prvi singl za izdavačku kuću, Overpowered, objavljen je 2. srpnja 2007. Drugi singl, Let Me Know, objavljen je u rujnu, a album nazvan Overpowered izašao je ubrzo nakon toga.
Godine 2008. snimila je obradu pjesme Bryana Ferryja Slave to Love koja se pojavila u kampanji za kompaniju Gucci i bila objavljena na promotivnom singlu Movie Star. Murphy je praizvela materijal u klubu SEone u Londonu 2009., izvodeći Momma's Place i Hold up Your Hands, a premijerno je predstavila singl Orally Fixated na svojoj Myspace-stranici u studenom 2009. godine. 
Od 2010. do početka 2013. Murphyjina jedina izdanja bila su na snimkama drugih umjetnika. 
U svibnju 2014. objavila je EP Mi Senti na talijanskom jeziku sa šest pjesama. Njezin treći studijski album Hairless Toys uslijedio je 2015. godine, uz pozitivne kritike.
Album Take Her Up to Monto iz srpnja 2016. snimljen je tijekom sesija za Hairless Toys, a uključivao je dugogodišnjeg suradnika i producenta Eddieja Stevensa. Naziv Monto potječe iz istoimene irske narodne pjesme koju su 1960-ih popularizirali The Dubliners, a koju je Murphyjin otac njoj pjevao kao djetetu.
Tijekom 2018. Vinyl Factory izdao je seriju od četiri diska u produkciji baltimoreskog pionira house glazbe Mauricea Fultona. Singl Murphy's Law objavljen je 4. ožujka 2020. Svoj peti solo album Róisín Machine s deset pjesama Murphy je objavila 2. listopada 2020.

## Stil
Electronic Beats opisao je Murphy kao istinsku kraljicu art-popa, napisavši da je njezin senzualni i zloslutni učinak raštrkan po raznim žanrovima i raspoloženjima.  AllMusic opisao je njenu glazbu kao kao pop koji je spojio utjecaje diska i dixielanda. Australsko izdanje OutInPerth nazvalo ju je irskom kraljicom avangarde. Časopis Drowned in Sound napisao je da je spojila pop, house i disco s avangardnim senzibilitetom i zadivljujućim vizualnim učinkom koji mijenja oblik i koji nikad ne prestaje provocirati. Kritičar Mark Fisher smjestio je njezinu glazbu u glam lozu koja uključuje Roxy Music, Grace Jones i novi romantizam.
Zvuk Molokovih ranih djela inspirirao se elektroničkim i trip hop utjecajima prije nego što je prešao na organskiji zvuk. Murphy ima vokalni opseg kontralta, od A2 do H5, i boju koju opisuju kao jazzy. Prvi koji su na nju ostavili dojam bili su Kim Gordon iz Sonic Youtha i Kim Deal iz Pixiesa.  Iggy Pop također ju je nadahnuo energijom koju daje nesebično. Izjavila je da su njezini najveći uzori Siouxsie Sioux, Grace Jones i Björk. Također su je nadahnule talijanske pjevačice kao što su Mina i Patty Pravo zbog načina kojim bi ovladale pozornicom kad bi se kretale.

## Osobni život
Murphy ima kćer Clodagh rođenu 2009. u vezi s umjetnikom Simonom Henwoodom. Od 2019. u vezi je sa Sebastianom Properzijem s kojim je dobila drugo dijete, sina Tadhga, rođenog u rujnu 2012. Živi između Londona i Irske.

## Diskografija
- Ruby Blue, 2005.
- Overpowered, 2007.
- Hairless Toys, 2015.
- Take Her Up to Monto, 2016.
- Róisín Machine, 2020.
- Hit Parade, 2023.

## Vanjske poveznice
- Róisín Murphy
- Moloko
- Murphy Video na YouTubeu